# Gustavo Adolfo Muñoz de Bustillo Gallego
|  | Aquest article tracta sobre el militant comunista català. Si cerqueu l'economista i assagista valencià, vegeu «Gustau Muñoz i Veiga». |

Gustavo Adolfo Muñoz de Bustillo Gallego, més conegut com a Gustau Muñoz, (Sevilla, 7 de març de 1962 - Barcelona, 11 de setembre de 1978) fou un militant independentista i comunista català, membre de les joventuts del Partit Comunista d'Espanya (internacional), assassinat per la policia espanyola a l'edat de 16 anys.

## Biografia
Muñoz va néixer el 7 de març de 1962 a Sevilla. Fill d'un agent de viatges i d'una mestressa de casa, era el tercer de cinc germans. Més endavant, la família es traslladà a Barcelona, on van néixer els dos darrers germans. Als quatre anys entrà a estudiar als Salesians, d'on sortí amb el graduat escolar i un munt de partits d'hoquei sobre patins jugats. Penjats els estudis, en Gustau va començar a treballar de repartidor en un supermercat amb quinze anys. Deixà més tard aquesta feina per entrar en una agència de viatges, feina que compaginava amb els seus estudis d'anglès. Algunes de les seves aficions eren la fotografia i, sobretot, els esports de muntanya. L'alpinisme era la seva gran afició, que compartia amb el seu germà Marc i una colla d'amistats, ja fos escalant sobre roca o fent alta muntanya.
Pel que fa a la militància política, començà a moure's entorn de la CNT. A causa del seu treball a l'agència, mantingué contactes i col·laborà esporàdicament amb la secció de transports, on militava un germà seu. Juntament amb aquest, participà en les assemblees i l'agitació que va precedir la negociació del conveni de 1978. També prengué part activa en les campanyes i manifestacions de suport als presos del cas Scala. La primavera d'aquell 1978, Gustau Muñoz, que acostumava a participar en la majoria de concentracions on es qüestionés la legalitat democràtica de l'Estat espanyol, se solidaritzà al carrer amb les lluites les convocades per assemblees de discapacitats físics, les vagues del Professorat No Numerari i de l'estudiantat que reclamava la continuïtat de l'ensenyament nocturn. També participà en les manifestacions independentistes de diumenge a la tarda que s'organitzaven espontàniament a la plaça de Sant Jaume en acabar les sardanes.
Després de diverses trobades amb part de la militància del PCE(i), decideix formar part de l'organització integrant-se a les seves joventuts (Unió de Joventuts Marxistes-Leninistes) com a col·laborador i membre de suport a les manifestacions. Durant els enfrontaments que hi hagué a la primera gran manifestació convocada per l'Associació d'Amistat i Solidaritat amb el Poble Sahrauí en suport al Front Polisario i al Sàhara Occidental, Muñoz resultà ferit d'una pilotada de goma al front. Un cop a l'hospital on va ser atès, només li van apreciar un hematoma que trigaria alguns dies a desaparèixer. El seu compromís polític no l'apartà d'altres activitats com la fotografia o els esports de muntanya, les seves dues majors afeccions. Si bé això no el va fer oblidar el seu compromís polític. Un exemple evident, fou la penjada d'una pancarta exigint la llibertat d'expressió que duia l'anagrama de la campanya contra el Consell de Guerra als Joglars per la peça teatral La Torna. Aquesta acció fou duta a terme al sostre del Monestir de Montserrat davant la perplexitat i les atentes mirades de nombrosos turistes, muntanyistes, feligresos, benedictins i algun guàrdia civil. Després de realitzar l'acció de protesta va aconseguir, juntament amb els seus companys, escapar de la detenció.

## Assassinat
Per la Diada Nacional de Catalunya de 1978, diverses organitzacions polítiques es mobilitzaren a Barcelona en manifestació. Una d'elles fou convocada, sota el lema «Fora les forces d'ocupació», a plaça de Sant Jaume pel PCE(i), i posteriorment il·legalitzada pel Governador Civil. Tot i això, la mobilització tirà endavant amb la participació d'en Gustau, en qualitat de militant de la Unió de Joventuts Marxistes-Leninistes (UJML) encarregat de donar suport a la manifestació com a piquet de defensa. Uns 1000 assistents iniciaren l'acte a les 20 h del vespre al carrer de Ferran a causa del fort desplegament policial davant del Palau de la Generalitat de Catalunya i encararen cap a La Rambla direcció a la Font de Canaletes.
El primer incident amb la policia es registrà davant de Canaletes quan es van descobrir dos agents de la Brigada Político-Social camuflats enmig de la manifestació, els quals van rebre l'atac d'ampolles incendiàries. Posteriorment, la manifestació continuà el seu recorregut fent mitja volta a la plaça de Catalunya per descendir per les Rambles i acabar al carrer de Ferran. En el moment pròxim a la finalització de l'acte, el gruix de manifestants havia augmentat considerablement, algunes dades apunten fins a 2000 assistents. En el moment que es va arribar a l'altura del carrer d'Avinyó, la policia va començar a disparar pilotes de goma i pots de fum per tal de disgregar els manifestants. Davant les càrregues policials, un piquet de defensa de la manifestació format per cinc persones va respondre amb llançaments d'ampolles incendiàries des del carrer del Pas de l'Ensenyança i la plaça Sant Miquel. En aquell moment van aparèixer policies de paisà pistola en mà amb l'objectiu de detenir-los, però no fou possible perquè es van veure sorpresos amb més artefactes incendiaris. Els membres del piquet aprofitaren aquell moment per sortir pel carrer del Pas de l'Ensenyança cap al carrer de Ferran, mentre s'escoltaven a la plaça els trets d'arma de foc. Just enmig dels avalots, Muñoz fou abatut davant del Sindicat de Banquers, al carrer de Ferran, per una bala del calibre 38 que va ser disparada a pocs metres de distància. Un metge, que es trobava entre els vianants, l'intentà reanimar sense èxit dins d'un portal. Alguns dels manifestants intentaren avisar la policia dels fets per mirar que cedissin la seva activitat bel·ligerant, sense que aquesta es fes efectiva fins a l'arribada de l'ambulància avisada pels presents. Finalment, el cadàver del jove fou traslladat al dispensari mèdic de Pere Camps, on durant més de dues hores el personal sanitari va estar sotmès sota pressió policial per tal que no donessin cap mena d'informació. Posteriorment fou traslladat a l'Hospital Clínic.

## L'enterrament
Per si no n'hi havia prou amb l'assassinat, la Policia va voler seguir intervenint fins i tot en el seu enterrament. A fi d'evitar una politització de l'acte, deslegitimar la figura de Gustau Muñoz de cara a l'opinió pública i, sobretot, desestabilitzar el PCE(i), la Policia va decidir que l'enterrament es duria a terme en dues fases perfectament estudiades. La primera part consistia a avançar el funeral, convocat en principi per la família per a les 4 de la tarda. Així, doncs, la Policia va aconsellar als familiars, a través d'un intermediari, l'avançament del sepeli per tal d'evitar problemes. Tot fa pensar que fou el tinent coronel Rubio de la Policia Armada qui ordenà treure tan ràpid com fos possible el cos de l'Hospital Clínic i enterrar-lo al Cementiri de Montjuïc abans de l'hora prevista. A les 12 del migdia, rebutjant el cotxe fúnebre, s'introduí el taüt en una furgoneta i aquesta es dirigí cap al cementiri sense que se n'adonessin ni els periodistes ni les persones que passejaven en petits grups pels voltants de l'hospital. Cap a les 2 de la tarda, sense missa a causa de les presses, el capellà dedicà un respons de dos minuts a peu de nínxol.
La segona part d'aquest enterrament obeïa a una estratègia repressiva per escapçar definitivament un partit comunista que suposava un entrebanc per la Transició espanyola. La policia sabia que avançant el funeral, la majoria de la gent disposada a assistir a l'homenatge anirien desistint a mesura que s'anés coneixent la notícia. Els qui no es desistirien per homenatjar-lo serien els companys de militància de la UJML i el PCE(i). Entre les 3 i les 4 de la tarda, militants comunistes i anarquistes es concentraren davant les portes d'urgència de l'Hospital Clínic i s'assabentaren progressivament de l'enterrament dirigit per la policia. La indignació es va fer patent i 100 persones van decidir dirigir-se en manifestació fins al cementiri. En arribar el grup a la plaça Espanya és dissolta ràpidament per diverses càrregues de la policia antiavalots. A partir d'allà, es va fer constar que únicament uns pocs arribarien fins al cementiri. Segons testimonis que integraven aquest grup, la zona estava presa per policies amb walki-talkies i prismàtics. Un cop davant del nínxol es va retre un petit homenatge amb el cant de La Internacional. A mesura que anaven sortint del cementiri, just en creuar el llindar, eren detinguts amb violència, introduïts en un autobús i portats en un solar on hi havia comptabilitzats uns 30 detinguts. La majoria d'aquesta gent fou sorpresa per un nombrós dispositiu policíac a la parada d'autobús de Can Tunis. Les corredisses es van fer inevitables, mentre se sentien trets de pilota de goma i algun tret de pistola de foc efectuat per dos policies de paisà. Posteriorment, tots els represaliats foren traslladats a la comissaria de Via Laietana per repartir-los en diverses dependències policials de Barcelona, on hi restaren incomunicats, sense càrrecs ni dret a advocat durant 7 dies.

## Procés jurídic
El procediment és de Diligències Prèvies núm. 2176/78 del Jutjat d'Instrucció núm. 6 de Barcelona (després Sumari 67/79).
- 13 de setembre de 1978: Es realitza l'autòpsia del cadàver.
- 4 d'octubre de 1978: Hi ha una diligència d'ampliació de l'autòpsia.
- 16 d'octubre de 1978: La Policia espanyola comunica al Jutjat que el 16 de setembre va enviar un informe dels fets als Jutjats Centrals d'Instrucció de l'Audiència Nacional. Així doncs, és la Policia qui decideix que el cas sigui jutjat en aquest organisme.
- 19 d'octubre de 1978: El Jutjat núm. 6 de Barcelona s'inhibeix del cas.
- 7 de novembre de 1978: L'Audiència Nacional torna les diligències al Jutjat de Barcelona per entendre que la competència és d'aquest últim.

La Policia espanyola va enviar a l'Audiència Nacional, de forma conjunta, l'atestat per l'homicidi i l'efectuat per les detencions a l'enterrament en un clar intent d'aconseguir que l'Audiència Nacional acceptés la competència dels dos assumptes. Per aquest motiu en inhibir-se, els dos atestats van aparèixer a les Diligències del Jutjat núm. 6.
Les investigacions es varen portar a terme únicament en relació amb l'assassinat i, a tal efecte, es fa testificar als policies imputats i als testimonis que acompanyaven Gustau Muñoz quan va ser assassinat. Així mateix, es van practicar pericials mèdiques no només en relació amb l'autòpsia sinó també sobre la possibilitat que el jove hagués pogut desplaçar-se corrent o caminant després de rebre l'impacte de bala.
- 12 de maig de 1979: Quan faltaven diligències proposades per l'acusació particular, el Jutjat decreta la conclusió del Sumari sense processament. Poc després, la Sala 4a de l'Audiència Nacional revoca la resolució per seguir les investigacions.
- 19 de gener de 1982: El Jutjat torna a donar per finalitzat el sumari.
- 23 de juliol de 1982: L'Audiència nacional torna a revocar la conclusió del cas.
- Setembre de 1983: Novament es conclou el Sumari i davant l'Audiència Nacional se sol·licita el processament del policia que va disparar a la plaça Sant Miquel, ja que tractant-se d'un únic imputat l'Audiència podia processar-lo.
- 13 d'octubre de 1983: La Sala 4a de l'Audiència Nacional denega la petició de processament acordant el sobreseïment provisional de la causa.
- 28 d'octubre de 2018: La família de Muñoz presenta una querella al Consolat de l'Argentina de Barcelona a fi que la magistrada María Servini, que instrueix dels crims del franquisme des de Buenos Aires, identifiqui els culpables i en demani l'extradició, atès que es reconeix que un assassinat comès en democràcia pot incorporar-se en l'etapa prèvia si els cossos repressors han continuat essent els mateixos.[9]